# PMT-Stoff
Ein PMT-Stoff ist ein chemischer Stoff, der persistent, mobil und toxisch ist.
Da PMT-Stoffe – wie vPvM-Stoffe – mobil genug sind, um sich im Wasserkreislauf durch natürliche und künstliche Barrieren wie Uferfiltration zu bewegen, und persistent genug, nicht quantitativ abgebaut zu werden, haben sie das Potential, Trinkwasserressourcen langfristig zu kontaminieren. Der ursprüngliche (unkontaminierte) Zustand ist schwierig wiederherzustellen und selbst eine Vermeidung weiterer Emissionen führt aufgrund der langen Halbwertszeiten nur zu einem langsamen Rückgang der Konzentrationen.
Für PMT-Stoffe wurde 2023 in der CLP-Verordnung der EUH-Satz 450 („Kann lang anhaltende und diffuse Verschmutzung von Wasserressourcen verursachen“) eingeführt.

## Kriterien
Die Kriterien für P und T entsprechen denjenigen für einen PBT-Stoff. Das Kriterium für M bezieht sich auf den Adsorptionskoeffizienten, wobei der log KOC kleiner als 3 sein muss. Bei ionisierenden Stoffen gilt M als erfüllt, wenn der niedrigste Wert des log KOC bei einem pH-Wertebereich von 4–9 unter 3 liegt.
Beispiele vom PMT-Stoffen sind 1,4-Dioxan und Trifluoressigsäure.